# مارتن هندرسون هاريس
مارتن هندرسون هاريس (بالإنجليزية: Martin Henderson Harris)‏ هو مبشر أمريكي، ولد في 29 سبتمبر 1820، وتوفي في 14 فبراير 1889.